# Saint-Hilarion (Yvelines)
Saint-Hilarion ist eine französische Gemeinde mit 988 Einwohnern (Stand: 1. Januar 2022) im Département Yvelines in der Region Île-de-France. Sie gehört zum Arrondissement Rambouillet und zum Kanton Rambouillet. Die Einwohner werden Saint-Hilarionais genannt.

## Geographie
Saint-Hilarion liegt etwa 52 Kilometer westsüdwestlich von Paris und etwa sieben Kilometer westsüdwestlich von Rambouillet. Umgeben wird Saint-Hilarion von den Nachbargemeinden Hermeray im Norden, Gazeran im Osten, Émancé im Süden, Droue-sur-Drouette im Süden und Südwesten, Épernon im Südwesten sowie Raizeux im Westen und Nordwesten.

## Bevölkerungsentwicklung
| Jahr                      | 1962 | 1968 | 1975 | 1982 | 1990 | 1999 | 2006 | 2013 |
| Einwohner                 | 450  | 440  | 557  | 637  | 781  | 799  | 883  | 894  |
| Quelle: Cassini und INSEE |      |      |      |      |      |      |      |      |

## Sehenswürdigkeiten
Siehe auch: Liste der Monuments historiques in Saint-Hilarion (Yvelines)
- Kirche Saint-Hilarion aus dem 12. Jahrhundert, Monument historique
- Schloss Fosseuil aus dem 17. Jahrhundert
- Schloss Voisins, 1905 erbaut, Monument historique

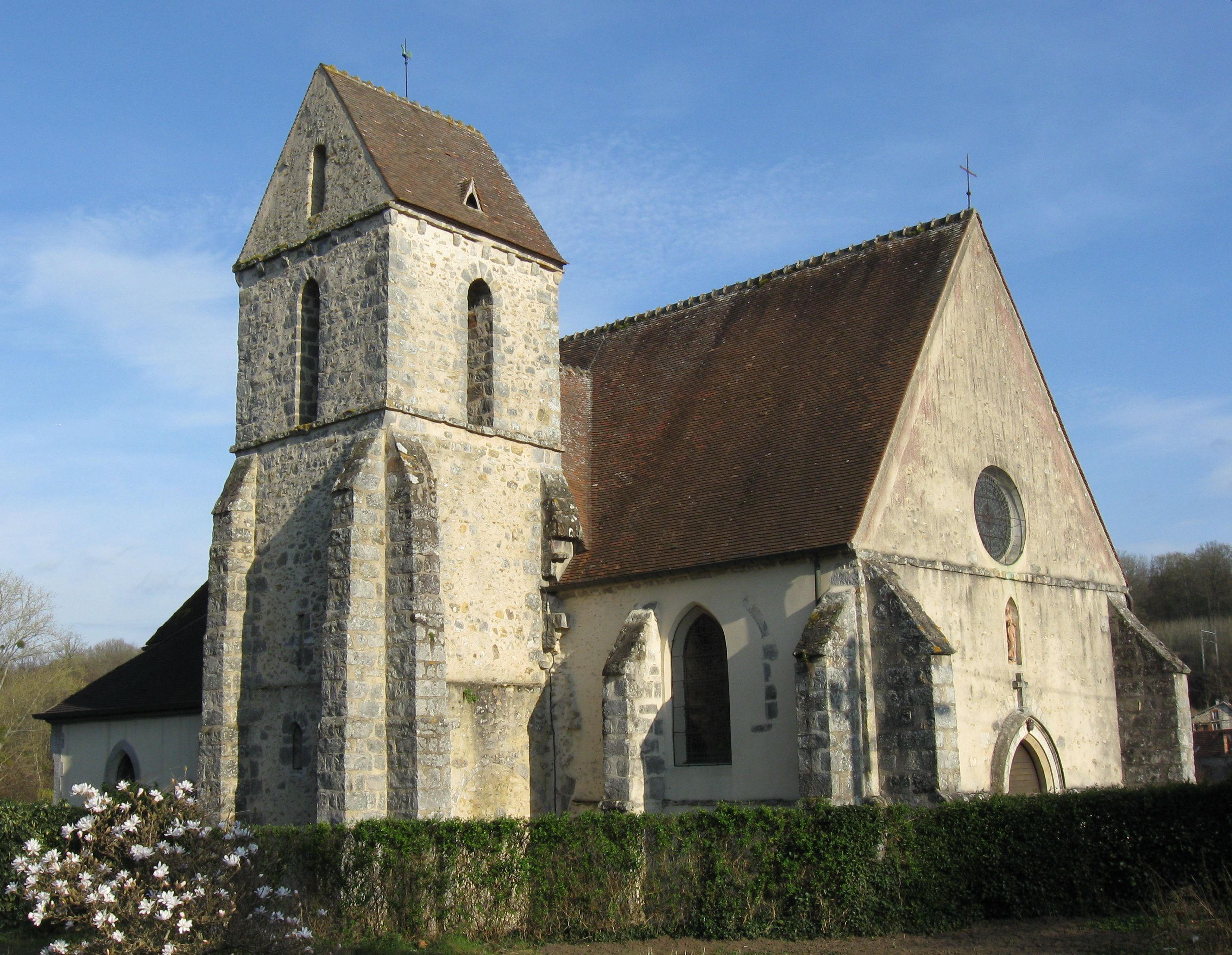
Kirche Saint-Hilarion
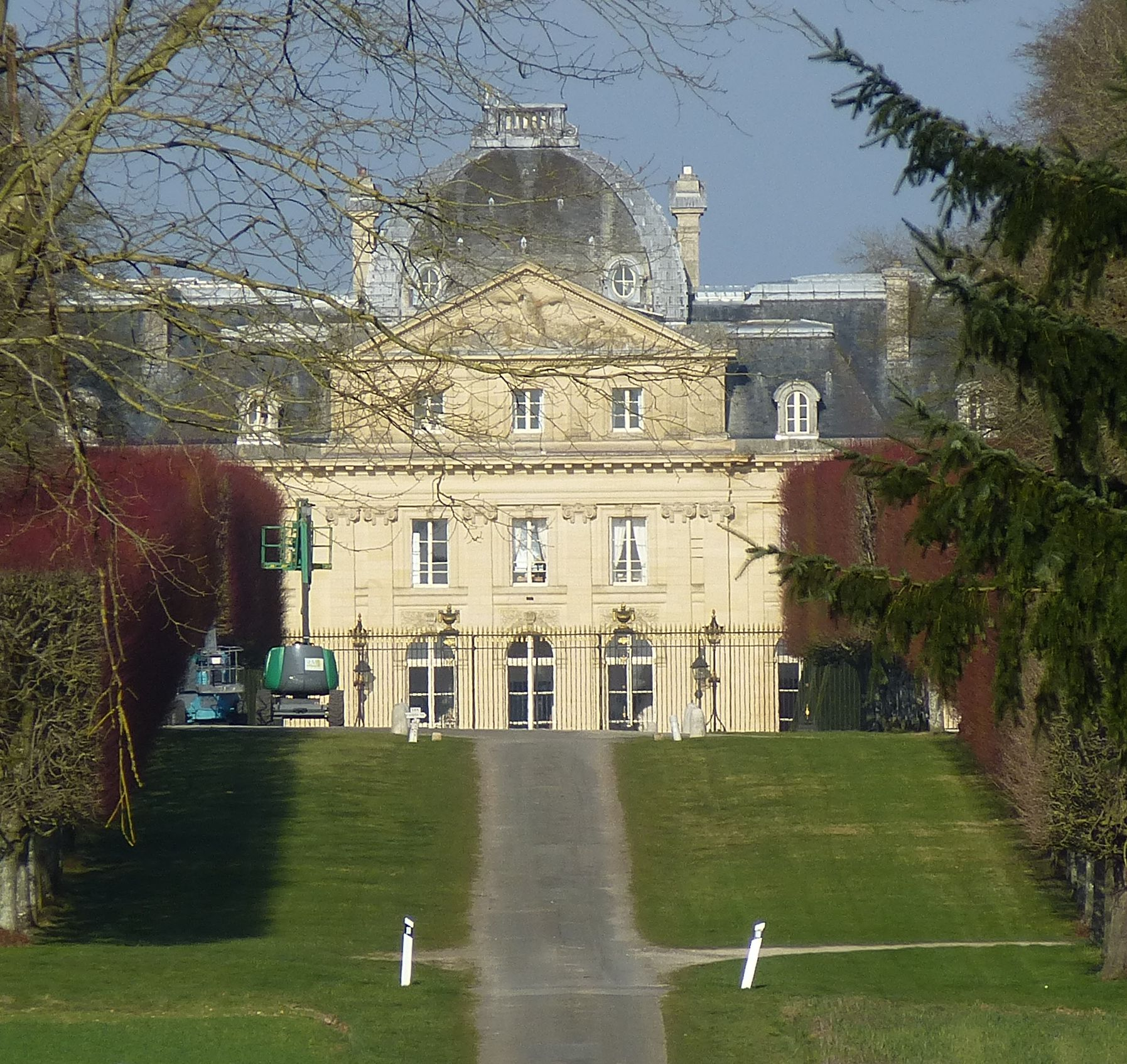
Schloss Voisins